# Pirata trepidus
Pirata trepidus är en spindelart som beskrevs av Roewer 1960. Pirata trepidus ingår i släktet Pirata och familjen vargspindlar.
Artens utbredningsområde är Namibia. Inga underarter finns listade i Catalogue of Life.